# Antiponemertes pantini
Antiponemertes pantini is een snoerwormensoort uit de familie van de Acteonemertidae. De wetenschappelijke naam van de soort is voor het eerst geldig gepubliceerd in 1954 door Southgate.